# کالوم کمپز
کالوم کمپز (انگلیسی: Callum Camps؛ زادهٔ ۳۰ نوامبر ۱۹۹۵) بازیکن فوتبال اهل بریتانیا است.
از باشگاه‌هایی که در آن بازی کرده‌است می‌توان به باشگاه فوتبال روچدیل اشاره کرد.
وی همچنین در تیم‌های ملی فوتبال زیر 19 سال ایرلند شمالی و زیر ۲۱ سال ایرلند شمالی بازی کرده‌است.